# Francisco de Toledo Herrera
Francisco de Toledo S.J. (Córdoba, 4 de octubre de 1532 - Roma, 14 de septiembre de 1596) fue un religioso jesuita, teólogo y diplomático de gran importancia para la Reforma católica. A veces se le cita como Franciscus Toletus o como cardenal Tolet.

## Biografía
Nació en un familia de origen judeoconverso. Estudió filosofía y artes en la Universidad de Valencia y teología en la Universidad de Salamanca, donde fue discípulo de Domingo de Soto. Entró en la Compañía de Jesús el 3 de junio de 1558, e inició el noviciado en Simancas durante algunos meses. En 1559 fue convocado a Roma por el prepósito general Diego Laínez; y allí realizó la profesión de fe en 1564. Previamente fue nombrado superior de novicios del Colegio Romano; profesor de filosofía entre 1559 y 1562 y de teología moral de 1562 a 1569. En 1569 fue nombrado predicador apostólico, cargo que ocupó durante veinticuatro años. Fue rector de algunos seminarios regentados por los jesuitas, entre ellos del Collegium Germanicum et Hungaricum. Fue teólogo de la Penitenciaría apostólica y consultor de la Inquisición romana. Gradualmente ingresó en casi todas las congregaciones de la Curia romana.
En 1570 participó como defensor en el proceso contra el arzobispo de Toledo Bartolomé de Carranza. En 1571 acompañó al cardenal Giovanni Francesco Commendone en una misión diplomática ante el emperador Maximiliano y el rey Segismundo de Polonia, para organizar una Liga contra los turcos. Desde entonces realizó distintas misiones diplomáticas para los papas Gregorio XIII, Gregorio XIV, Inocencio IX y Clemente VIII en Austria, Polonia, Baviera y Flandes. En Lovaina recibió la retractación de Miguel Bayo, cuyas tesis teológicas, inspiradas en el agostinismo rígido del jansenismo, habían sido condenadas por Pío V. Poco después fue enviado a Francia para el trascendental asunto de la conversión al catolicismo de Enrique de Borbón.
Toledo se opuso (como otros jesuitas españoles, apoyados por Felipe II, que enviaron memoriales a la congregación), a la continuidad en el cargo del prepósito general Claudio Acquaviva. No se logró tal cosa, y como reacción se incluyó como requisito para ingresar en la Compañía a partir de entonces no ser descendiente de judío o moro (por haber identificado como conversos españoles -lo era el propio Toledo- a la mayor parte de los "memorialistas" opositores).
En el consistorio de 17 de septiembre de 1593 fue nombrado cardenal presbítero titular de Santa María de Transpontina, siendo el primer jesuita en alcanzar la dignidad cardenalicia. En el año 1594, estando gravemente enfermo, dimitió del cardenalato para recluirse en una casa jesuita, aunque su dimisión no fue aceptada.
Escribió tratados de teología y comentarios sobre Aristóteles. También participó en la revisión de la Vulgata. Su obra más importante, traducida a varias lenguas, es Summa conscientiae, seu instructio sacerdotum ac de septem peccatis mortalis (póstuma, publicada en Roma en 1618).
Está sepultado en la Basílica Liberiana.  El monumento funerario fue creado en 1598 por el escultor flamenco Gillis van den Vliete a partir de un diseño de Giacomo della Porta.

## Obra
- Opera omnia philosophica, Wilhelm Risse[6] (ed.), Cornell, 1985, ISBN 348707494X.
- Instruccion de sacerdotes y suma de casos de conciencia (traducción castellana), Valladolid, 1627
- De Instructione Sacerdotum et peccatis mortalibus, Douai, 1608.
- Commentariorum doctoris Francisci Toleti de Societate Iesu, In Sacrosanctum Ioannis Euangelium: tomus secundus : in quos de iis agitur, quae ad sacrosanctam Iesu Christi Domini nostri Passionem & Resurrectionem spectant, Lyon, 1589.
- Tractatvs De Septem Peccatis Mortalibus, cum Bullae Coenae Domini dilucidatione, 1600.
- Commentarii in prima XII capita Sancrosancti Iesu Christi D. N. Evangelii secundum Lucam, iuxta exemplar Romae impressus et à mendis expurgatus, Venecia, 1600.
- In sacrosanctum Ioannis Euangelium commentarij. Adiecti sunt tres indices, vnus rerum, alter eorum scripturae locorum, qui vel ex professo, vel obiter explicantur. Tertius haeresum, quae in hoc opere confutantur, Typographia Vaticana, 1590
- Commentaria, vna cum Quaestionibus, In Vniversam Aristotelis Logicam, 1596.
- Commentaria vna cum quæstionibus in octo libros Aristotelis de physica auscultatione, 1573.

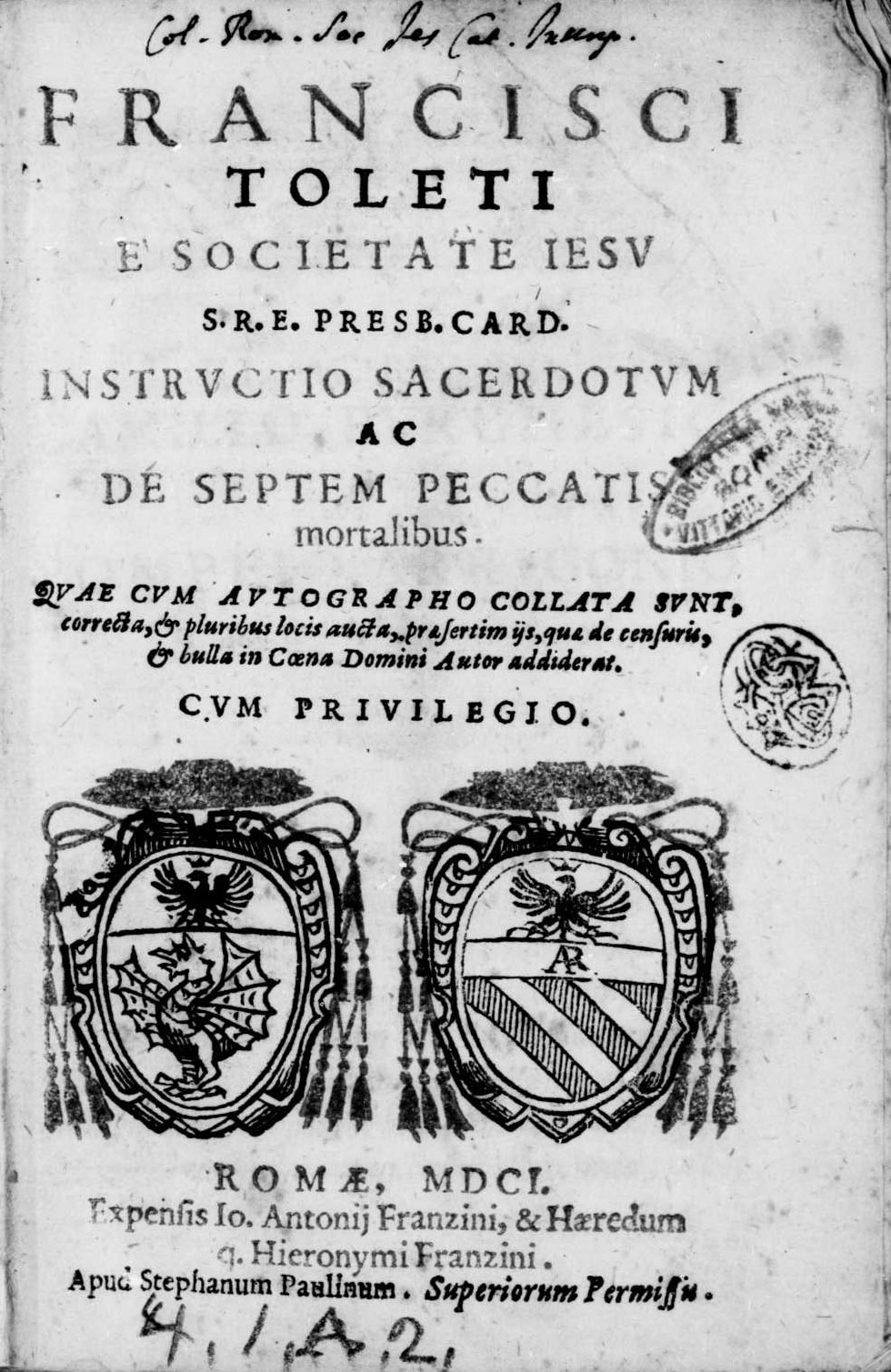
Instructio sacerdotum ac poenitentium, 1601
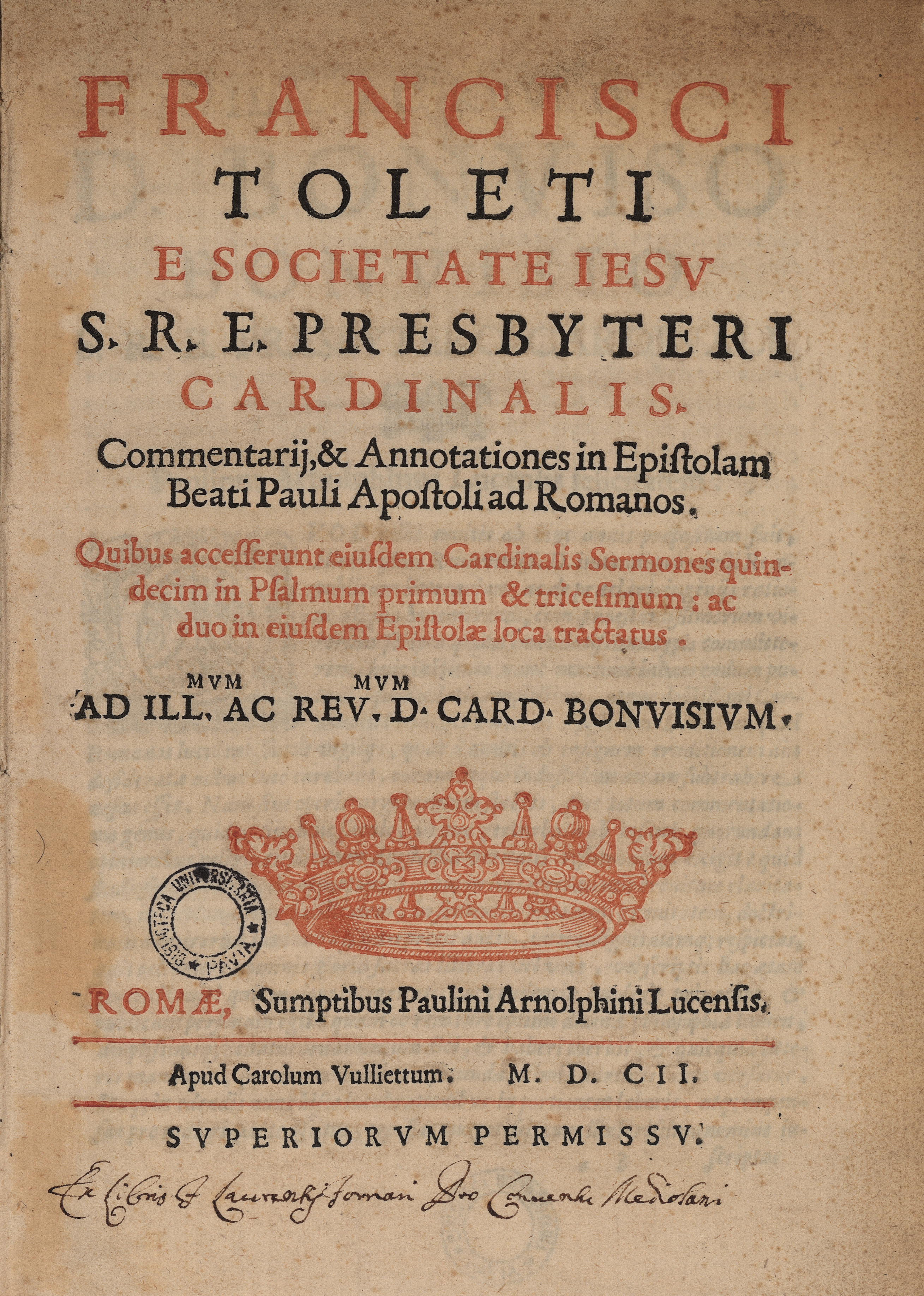
Commentarii et annotationes in Epistolam Beati Pauli apostoli ad Romanos, 1602